# Máximo San Román

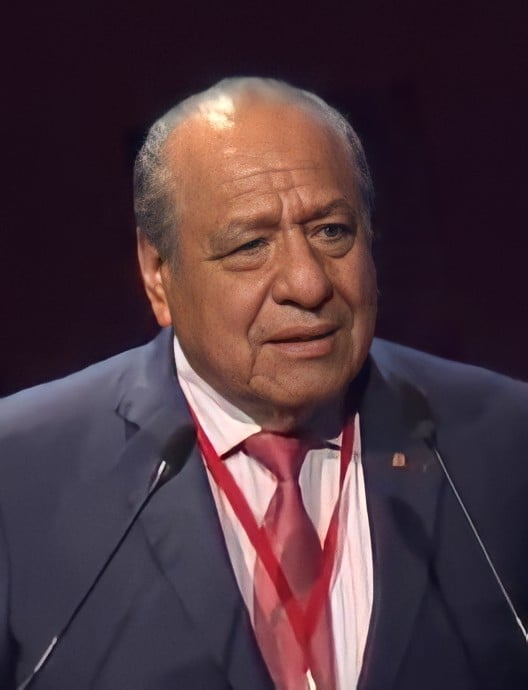
Máximo San Román, 2018

Máximo San Román Cáceres (* 14. April 1946 in Cuzco) ist ein peruanischer Maschinenbauingenieur, Unternehmer und ehemaliger Politiker.

## Leben
San Román amtierte vom 28. Juli 1990 bis zum 21. April 1992 als Vizepräsident von Peru unter der Regierung des autoritären Präsidenten Alberto Fujimori. Zwischen 1992 und 1993 amtierte er de jure als Präsident Perus.
In die Politik seines Landes trat San Román 1990 ein, als er gemeinsam mit Fujimori zu den Präsidentschaftswahlen antrat. Er wurde daraufhin zum ersten Vizepräsidenten und Senator für eine fünfjährige Amtszeit gewählt. Aufgrund der großen Anzahl an Wählerstimmen wurde er zum Präsidenten des Senats gewählt und als solcher vereidigt.
Während eines Besuchs in der Dominikanischen Republik im April 1992 kam es in Lima zum sogenannten „Selbstputsch“ durch Präsident Fujimori. Während dieses Putschs wurde der Kongress aufgelöst, Einrichtungen der Justiz und der Staatsanwaltschaft wurden geschlossen. San Román kehrte nach Peru zurück, um die Präsidentschaft für sich zu beanspruchen. Er wurde am 21. April 1992 durch den aufgelösten Kongress zum Präsidenten eingeschworen. Auch wenn dieses Prozedere verfassungsgemäß war, hatte Fujimori die öffentliche Unterstützung auf seiner Seite und somit die wahre Autorität im Land. Seine Amtszeit als De-jure-Präsident von Peru endete formal mit der Ernennung Fujimoris zum konstitutionellen Präsidenten durch den neuen Kongress.
Danach wurde San Román erneut in den Kongress gewählt (1995–2000). Er kandidierte 2000 erneut für die Präsidentschaft, aber erhielt nur 36.000 Stimmen.
Insgesamt kandidierte San Román viermal für die peruanische Vizepräsidentschaft: Das erste Mal 1990 unter Alberto Fujimori, dann 1995 unter Ricardo Belmont, das dritte Mal mit Humberto Lay 2006 und das vierte Mal unter Pedro Pablo Kuczynski im Jahr 2011.
Er ist verheiratet und hat fünf Kinder.